# Списак епизода серије Немирни
Немирни је српска телевизијска серија која је премијерно почела са емитовањем од 13. маја 2023. године на каналу Суперстар ТВ. 
Серија за сада броји 1 сезону и 12 епизода. У плану је и друга сезона серије.

## Преглед
| Сезона | Сезона | Епизоде | Епизоде | Оригинално емитовање | Оригинално емитовање | Оригинално емитовање |
| Сезона | Сезона | Епизоде | Епизоде | Премијера            | Финале               | Мрежа                |
| ------ | ------ | ------- | ------- | -------------------- | -------------------- | -------------------- |
|        | 1.     | 12      | 12      | 13. мај 2023.        | 18. јун 2023.        | Суперстар ТВ Прва ТВ |

## Епизоде

### 1. сезона (2023)
| Бр. еп. (укупно) | Бр. еп. (у сезони) | Наслов                                               | Редитељ       | Сценариста                   | Премијера     |
| ---------------- | ------------------ | ---------------------------------------------------- | ------------- | ---------------------------- | ------------- |
| 1                | 1                  | Поглед испод обрва                                   | Дарко Николић | Даница Николић и Јелена Илић | 13. мај 2023. |
| 2                | 2                  | Крв није вода                                        | Дарко Николић | Даница Николић и Јелена Илић | 14. мај 2023. |
| 3                | 3                  | Невена и Момчило се упуштају у опасну авантуру       | Дарко Николић | Даница Николић               | 20. мај 2023. |
| 4                | 4                  | Људи који знају где се налази Вукашин полако нестају | Дарко Николић | Даница Николић               | 21. мај 2023. |
| 5                | 5                  | Обдукцијски налаз је лажан                           | Дарко Николић | Даница Николић               | 27. мај 2023. |
| 6                | 6                  | Потерница                                            | Дарко Николић | Даница Николић               | 28. мај 2023. |
| 7                | 7                  | Животи после смрти                                   | Дарко Николић | Даница Николић               | 3. јун 2023.  |
| 8                | 8                  | Кум није на дугме                                    | Дарко Николић | Даница Николић               | 4. јун 2023.  |
| 9                | 9                  | Породица се не бира                                  | Дарко Николић | Даница Николић               | 10. јун 2023. |
| 10               | 10                 | Домино ефекат                                        | Дарко Николић | Даница Николић               | 11. јун 2023. |
| 11               | 11                 | Вукашин се коначно јавља Момчилу                     | Дарко Николић | Даница Николић               | 17. јун 2023. |
| 12               | 12                 | Једна је мајка                                       | Дарко Николић | Даница Николић               | 18. јун 2023. |